# Moontan
Albums de Golden Earring
Together
(1972) Switch
(1975)
Singles
1. Radar Love
Sortie : 1973

Moontan, sorti en 1973, est le neuvième album du groupe de hard rock néerlandais Golden Earring, « le groupe de rock le plus ancien et le plus couronné de succès que les Pays-Bas aient jamais produit », surnommé les « Hollandais Volants ».
Cet album au « succès planétaire », seul disque d'or de Golden Earring aux États-Unis, contient le plus grand succès du groupe : le single Radar Love, numéro un aux Pays-Bas et en Espagne, numéro 7 au Royaume-Uni et numéro 10/13 (US Cash Box / Billboard) aux États-Unis,, considéré comme une des meilleures « driving songs » ou « road songs » de tous les temps,,,,,,, si pas la meilleure,,, et qui reste un grand classique sur les chaînes radio de classic rock,,,.

## Historique

### Contexte
Le guitariste George Kooymans et le batteur Rinus Gerritsen forment un groupe instrumental de rock 'n' roll, les Tornados, en 1961. Peu de temps après, ils changent le nom du groupe en « The Golden Earrings » (avec S). En 1967, ils sont rejoints par le chanteur britannique Barry Hay, puis deviennent « Golden Earring » (sans S) à la fin des années 1960, avant d'être enfin rejoints en 1970 par le batteur Cesar Zuiderwijk,,.
En 1972, le groupe est invité à faire la première partie de la tournée européenne des Who. « Cette expérience a non seulement donné au groupe une nouvelle inspiration, mais elle lui a aussi permis d'établir de précieux contacts. Golden Earring a décidé de tout mettre en œuvre pour réaliser un album à la hauteur de ses ambitions. Le résultat fut Moontan ».
Moontan est le premier album sur lequel Barry Hay chante la majorité des chansons et dont il co-écrit l'entièreté des titres.
En mai 1974, Golden Earring se lance dans une tournée de 5 semaines aux États-Unis en première partie du J. Geils Band, du Edgar Winter Group et du Steve Miller Band afin de soutenir les ventes de l'album Moontan et du single Radar Love. Durant cette tournée, le groupe se produit également avec Boz Scaggs, Procol Harum, Billy Joel, Blue Öyster Cult et les Doobie Brothers.

Golden Earring en 1974
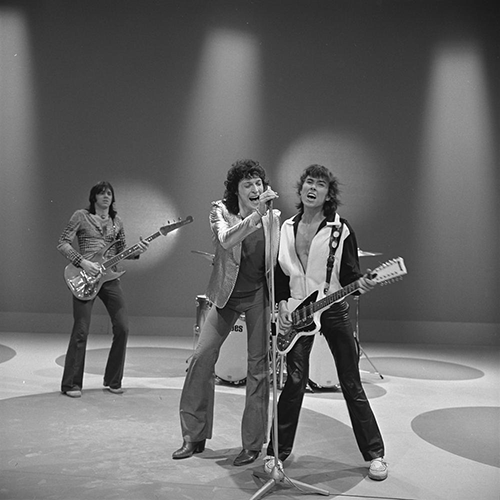
Rinus Gerritsen, Barry Hay et George Kooymans.
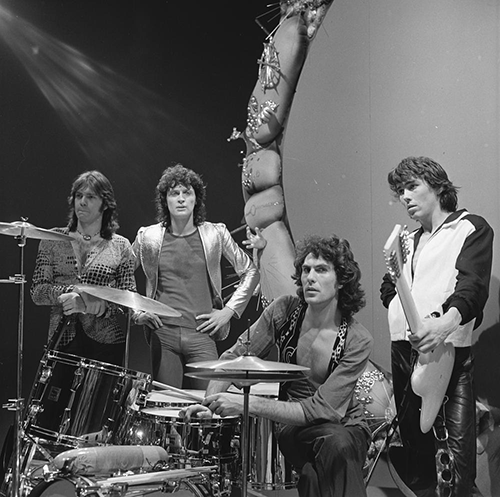
Rinus Gerritsen, Barry Hay, Cesar Zuiderwijk et George Kooymans.

### Enregistrement, production et publication
L'album est enregistré en 1973 par Pieter Nieboer au Phonogram Studio à Hilversum aux Pays-Bas et mixé aux Studios I.B.C. à Londres au Royaume-Uni par leur ingénieur du son attitré Damon Lyon-Shaw, qui a donné à l'album un son solide,,,,.
Produit par Golden Earring et Fred Hayen,, il est publié en disque vinyle long play (LP), en musicassette et en cartouche huit pistes en 1973 et en 1974 dans de nombreux pays sous une cinquantaine de références par les labels Polydor, Track Record, MCA Records et Karussell.
Les cordes et les cuivres sont arrangés par Job Maarse,, un arrangeur et chef d'orchestre néerlandais.

### Version anglaise et américaine
La version originale de l'album (Pays-Bas plus Europe continentale) contient quatre chansons longues (Candy's Going Bad, Are You Receiving Me, Radar Love et The Vanilla Queen) et deux chansons plus courtes (Suzy Lunacy et Just Like Vince Taylor).
Pour donner plus d'unité à Moontan, les deux chansons courtes ont été remplacées pour le marché anglo-saxon (donc sur le LP anglais et le LP américain) par une version longue de Big Tree, Blue Sea (de l'album Golden Earring de 1970) , qui dure deux minutes de plus que la version originale,,,.
La couverture était également différente aux USA, la photo de la danseuse de music-hall nue n'étant pas appréciée pour cause de frontal nudity (voir plus loin la section consacrée à la pochette), tandis que la pochette originale était maintenue au Royaume-Uni.

### Rééditions
L'album est réédité en LP et en cassette de très nombreuses fois de 1977 à 2019 par les labels Polydor, MCA Records, Rossil, Music On Vinyl et Red Bullet.
Il est également réédité à de très nombreuses reprises en CD à partir de 1987 par les labels Polydor, MCA Records, Red Bullet, ООО "ДОРА" et ООО "Канкард".
Beaucoup d'éditions CD présentent seulement quatre des morceaux du disque d'origine plus le morceau Big Tree, Blue Sea, alors que de rares éditions offrent les six morceaux d'origine plus Big Tree, Blue Sea.

## Pochette

### Pochette néerlandaise, anglaise et européenne
Moontan est le premier album de Golden Earring dont la pochette ne soit pas ornée d'une photo du groupe. « Grâce au projet de Barry Hay et au travail photographique de Ronnie Hertz, Moontan avait plutôt l'allure d'un album de Roxy Music ».
La pochette est illustrée par la photo d'une danseuse de music-hall nue au teint pâle (the bright nocturnal Vanilla Queen), qui fait écho au titre Moontan (que l'on peut traduire par teint lunaire). Cette danseuse, qui joue dans un spectacle à Paris (I hear you've been a dancer at some famous Paris show), arbore une énorme parure de plumes de paon de couleur bleue, qui commence bien au-dessus de sa tête et se termine à hauteur de ses genoux. « Ses tétons sont couverts de diamants scintillants. Son apparence est moins sexy que distante, pour ne pas dire irréelle. Elle est debout sur un miroir rond entouré d'un boa bleu, ce qui renforce l'impression que nous ne voyons pas une danseuse de revue outrancièrement accoutrée, mais une femme d'une autre planète. Une planète où le corps n'est pas bronzé par le soleil mais par la lune : moontan - également une trouvaille de Barry Hay - étant une variation du bronzage (suntan) ». Ses faux ongles, son brillant à lèvres, ses tétons et son maquillage sont également de couleur bleue.
Le mannequin qui pose sur la pochette avait été amené d'Angleterre et ne savait pas qu'elle devait se déshabiller pour la couverture, mais elle a accepté sur l'insistance du photographe Ronny Hertz. Le chanteur Barry Hay a tenu à attacher lui-même les diamants aux tétons de la jeune femme,.
L'intérieur de cette pochette cartonnée pliante (de type gatefold cover ou gatefold LP sleeve) est illustré par une photo de Barry Hay entièrement nu vu de dos, qui semble sortir comme un fantôme d'une combinaison spatiale, élément qui renvoie également au titre de l'album,.
La pochette intérieure en papier (inner sleeve) présente, d'un côté, les paroles des chansons et, de l'autre, 17 photos du groupe en concert, dont une photo montrant Cesar Zuiderwijk en plein bond acrobatique par-dessus sa batterie.
Les deux grandes photos de la pochette cartonnée sont de Ronnie Hertz, tandis que Claude Vanheye est l'auteur des photos du groupe en concert,.

### Pochette américaine
La photo de la danseuse de music-hall nue qui ornait la pochette des éditions européennes n'était pas appréciée de l'autre côté de l'océan pour cause de frontal nudity et a été remplacée par la photo d'une boucle d'oreille dorée portant une étiquette au nom du groupe,,.
« Après quelques protestations, Track Records se sent obligé de reporter la sortie et de faire imprimer en urgence une nouvelle pochette, moins offensive. Le choix se porte sur la photo d'une oreille avec une boucle d'oreille dorée (golden earring). Les membres du groupe se disent not amused lorsqu'ils sont confrontés à cette nouvelle couverture, discrète et totalement insignifiante. Nous avons bien sûr protesté, mais nous n'avons pas pu faire grand-chose, déclare George en 1974 à la revue Panorama. Les grands magasins, en particulier, ont refusé de vendre l'édition originale. Soit dit en passant, la pochette contestée est disponible en Amérique, mais sous le comptoir ».
Durant la tournée américaine de 1974, un grand panneau d'affichage reproduisant la couverture de Moontan est placé le long du Sunset Strip à Hollywood mais, pour ne pas offenser les Américains conservateurs, la danseuse est habillée pour l'occasion d'un bikini.

## Accueil critique

### AllMusic
Le site AllMusic attribue 4 étoiles à l'album. Pour le critique musical Donald A. Guarisco d'AllMusic « Cette production de 1973 est l'album qui a élevé Golden Earring à un niveau international de popularité, principalement grâce à la puissance du single et éternel succès en radio Radar Love. Toutefois, cet album ne se limite pas à ce seul tube. Le résultat est un album qui conserve toute sa puissance aujourd'hui. En fin de compte, Moontan est un must pour les fans de Golden Earring, et une écoute intéressante pour tous ceux qui s'intéressent au rock des années 1970 dans ce qu'il a de plus aventureux. ».

### Presse
En 1974, Ken Barnes du magazine Rolling Stone écrit : « Golden Earring est l'un des meilleurs groupes de Hollande depuis huit ans et vient juste d'approcher un succès mondial généralement mérité en tant que bon groupe de hard-rock. Malheureusement, il a aussi des prétentions paralysantes. La plupart de l'efficacité de la deuxième face (NDLR : de l'édition anglo-saxonne) est diluée par de longs et fastidieux méandres instrumentaux. Même Vanilla Queen souffre de bruits spatiaux et de riffs inférieurs. Mais le tube britannique Radar Love (qui aurait pu être plus habilement édité) reste un road song superbement envoûtant, avec une délicieuse référence à Coming On Strong de Brenda Lee en 1966 et un grand refrain. Si Golden Earring parvient à vaincre ses tendances à l'improvisation, ce sera un groupe avec lequel il faudra compter »,.
La même année, Billboard écrit : « Le meilleur groupe néerlandais pourrait percer ici, avec un mélange intéressant de hard rock comme sur Radar Love et de matériel plus doux comme Vanilla Queen ».

### Livres
Pour Jean-Marie Vandersmissen, auteur de Parcours hors pistes : le Rock, de l'ombre à la lumière, il n'est pas abusif de considérer Moontan comme « le point culminant » de la production de Golden Earring. « Un disque pivot en quelque sorte. Un disque pivot car il existe bien un avant et un après Moontan. Un des meilleurs disques de rock tous genres confondus, nul ne le contestera, Moontan reste à Golden Earring ce que l'album runique est à Led Zeppelin, In Rock à Deep Purple ou Aqualung à Jethro Tull ».
Pour Robert Haagsma et Erik de Zwart, auteurs de l'e-book 40 Topjaren, « Moontan est avant tout la création d'un groupe qui s'est surpassé, avec la chanson classique Radar Love comme meilleur exemple. Au cours des 40 dernières années, elle a su se nicher si profondément dans notre conscience collective que l'on en oublierait presque à quel point la chanson était géniale : du texte imagé de Barry Hay et des accords de George Kooymans aux rythmes entraînants de Rinus Gerritsen et de Cesar Zuiderwijk. ».

### Public
En 2008, Moontan est élu meilleur album de tous les temps de pop néerlandaise par les lecteurs du magazine Oor,.

## Titres
Tous les morceaux ont été composés par le guitariste George Kooymans et le chanteur Barry Hay, sauf Are You Receiving Me et Suzy Lunacy qui ont été composés par George Kooymans, Barry Hay et John Fenton,,.

### Titres des versions européennes
| No | Titre                     | Auteur                                    | Durée |
| -- | ------------------------- | ----------------------------------------- | ----- |
| 1. | Candy's Going Bad         | George Kooymans - Barry Hay               | 5:49  |
| 2. | Are You Receiving Me      | George Kooymans - Barry Hay - John Fenton | 9:53  |
| 3. | Suzy Lunacy (Mental Rock) | George Kooymans - Barry Hay - John Fenton | 4:24  |
| 4. | Radar Love                | George Kooymans - Barry Hay               | 6:22  |
| 5. | Just Like Vince Taylor    | George Kooymans - Barry Hay               | 4:33  |
| 6. | The Vanilla Queen         | George Kooymans - Barry Hay               | 9:15  |

### Titres des versions UK et US
Comme il a été dit plus haut, pour donner plus d'unité à Moontan, les deux chansons les plus courtes (Suzy Lunacy et Just Like Vince Taylor) ont été remplacées sur le LP anglais et sur le LP américain par une version longue du morceau Big Tree, Blue Sea, de l'album Golden Earring (1970),,.
| No | Titre                | Auteur                                    | Durée |
| -- | -------------------- | ----------------------------------------- | ----- |
| 1. | Radar Love           | George Kooymans - Barry Hay               | 6:22  |
| 2. | Candy's Going Bad    | George Kooymans - Barry Hay               | 5:49  |
| 3. | The Vanilla Queen    | George Kooymans - Barry Hay               | 9:15  |
| 4. | Big Tree, Blue Sea   |                                           | 8:13  |
| 5. | Are You Receiving Me | George Kooymans - Barry Hay - John Fenton | 9:53  |

## Musiciens

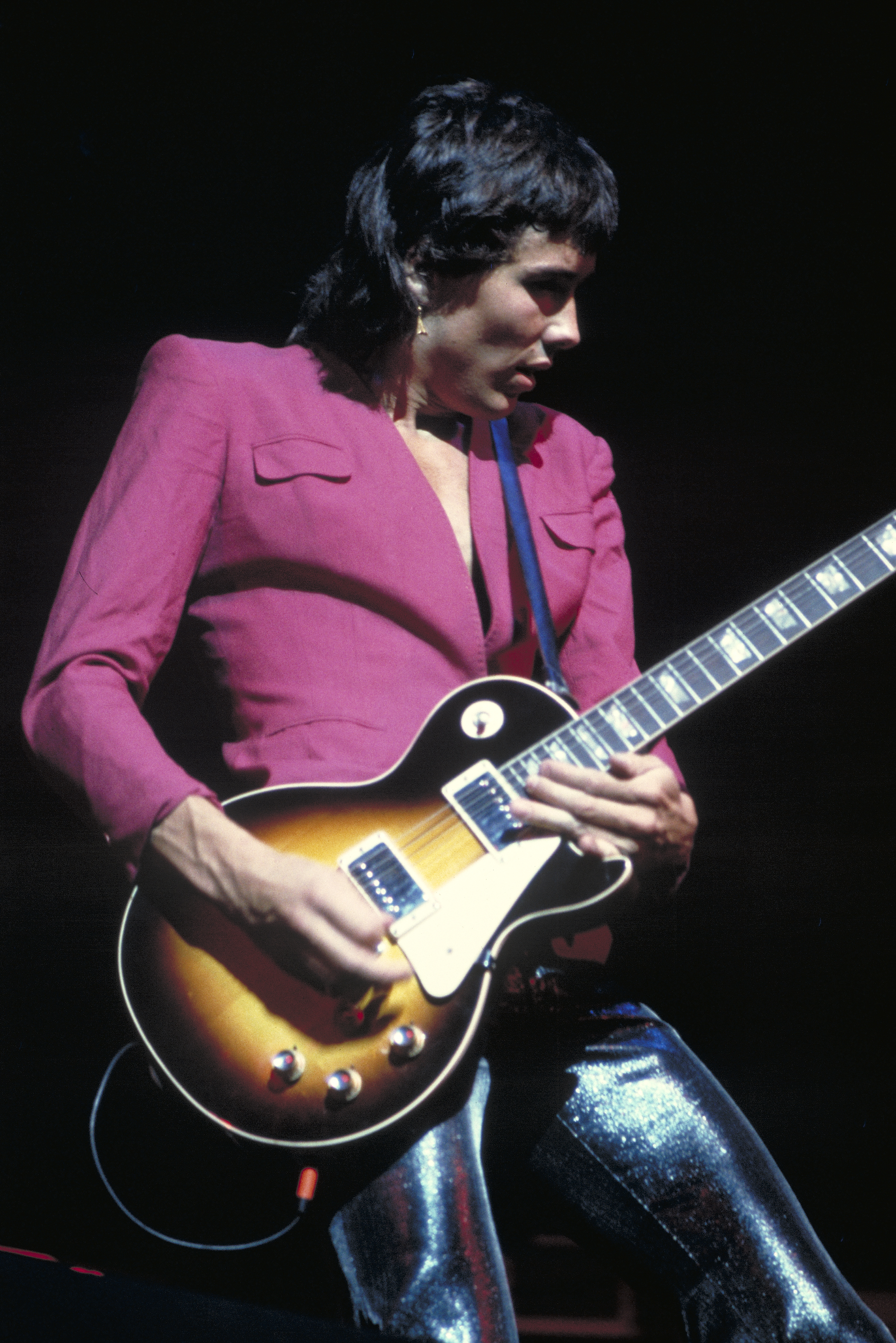
George Kooymans en 1974.

### Golden Earring
- George Kooymans : guitare, chant
- Barry Hay : chant et flûte
- Rinus Gerritsen : guitare basse, claviers
- Cesar Zuiderwijk : batterie

### Musiciens additionnels
- Patricia Paay : vocaux féminins
- Eelco Gelling : slide guitar
- Bertus Bogers : saxophone

## Classements et certification comme Disque d'or
Charts album
| Pays        | Durée du classement | Meilleur classement |
| ----------- | ------------------- | ------------------- |
| Pays-Bas    | 10 semaines         | 1er                 |
| États-Unis, | 29 semaines         | 12                  |

Certification
| Pays        | Ventes    | Certification | Date       |
| ----------- | --------- | ------------- | ---------- |
| États-Unis, | 500 000 + | Or            | 20/09/1974 |
| Canada      | 40 000 +  | Or            |            |